# Clau-dya's
Clau-dya's was een Nederlandse muziekgroep midden jaren negentig uit Den Haag en omstreken.
De naamgever van de band is zangeres Claudia Soumeru, die al sinds de beginjaren 1990 aan de weg timmerde met singles en album.
Andere leden waren:
- Selina Loupatty, Tosca Aljal – zang
- Stefan Hendriks – gitaar
- Michiel Eilbracht – basgitaar
- Michiel van Veen – toetsinstrumenten
- Jeffrey Aljal – slagwerk

De band werd enigszins bekend toen zij de vijfde en laatste voorronde mochten houden in het kader van het Nationaal Songfestival 1996. Van de vijf deelnemers werden ze vierde met hun liedje Als je hart klopt als 't mijne, geschreven door Ad van Olm (bekend van o.a. Braunware, Ginger Ale, Het Meteoor Kwartet, The Shel Evans Band en Yellow Cat). Maxine en Franklin Brown gingen er met de eerste prijs van door met De eerste keer. In 1997 mochten de Clau-dya's in plaats van Total Touch op een kleine tournee door Vietnam.
De muziekgroep viel uiteen en Soumeru (dan Mellow-C) ging verder met Michiel Eilbracht onder de naam Bagga Bownz met ook in de gelederen Eller van Buuren, broer van Armin van Buuren.
Clau-dya's had een bescheiden succesje met de single Tudelututu in het genre rhythm-and-blues.

## Discografie
De nummers werden door de band zelf geschreven en geproduceerd (Eilbracht en van Veen).
- Tudeletutu (Wish We Were Lovers) / Don't Let Me Waste My Time stond vier weken in de Mega Top 50 met hoogste notering 34; zeven weken in de tipparade van de Nederlandse Top 40.
- Didn't Mean to Turn You On / Didn't Mean to Turn You On (meezingversie)
- Round and Round / remixen van Round and Round